# Юккогуба
Ю́ккогуба (карел. Prokkol΄a, Jukkolahti) — деревня в составе Паданского сельского поселения Медвежьегорского района Республики Карелия Российской Федерации.
Архитектурно-ландшафтный ансамбль деревни представляет традиционную строительную культуру сегозерских карел.

## География
Расположена на мысу южного побережья Маслозера. На востоке территория деревни ограничена крутым берегом озера с выходами скальных пород, на северо-востоке — лесистым холмом, на котором находится деревенское кладбище, на западе — луговой низиной.

## История
Деревня впервые упоминается в письменных источниках в 1678 году, тогда в ней было два двора.
Деревня была включена в список исторических поселений приказом Министерства культуры Республики Карелия № 325 от 29.12.1997 г. как комплексный памятник истории и архитектуры XVII века, но в 2019 г. этот приказ был отменён.

## Население
| 2002 | 2010 | 2013 |
| ---- | ---- | ---- |
| 0    | →0   | ↗1   |

## Достопримечательности
В деревне находится памятник архитектуры федерального значения — деревянная часовня Троицы Живоначальной (середина XVIII века).